# FK Željezničar Sport Team Banja Luka
FK Željezničar Sport Team je nogometni klub iz Banje Luke, Bosna i Hercegovina. Natječe se u Prvoj ligi Republike Srpske.
Željezničar je osnovan 1924. godine, čime je Željezničar jedan od najstarijih nogometnih klubova u Bosni i Hercegovini. 

## Povijest
Godine 1924. na inicijativu banjalučkih željezničara došlo je do osnivanja Fudbalskog kluba Željezničar. Igrači Želje su nosili plave dresove, tradicija koja je održana sve do danas.
Osnivačka skupština održana je 8. listopada 1924. Klub je tada imao lakoatletsku, nogometnu, tamburašku i teškoatletsku sekciju. Prvi klupski predsjednik bio je Ignjat V. Kopf. 
Zbog osnivanja FK Borac 1953. i problema s radom kluba, Željezničar je prešao u banjalučko predgrađe, na lokaciju današnjeg stadiona. 
Klub je tijekom većine svojeg postojanja provela igrajući u lokalnim i regionalnim ligama, sve do 2014. kada je došlo do uspostavljanja suradnje s OFK Sport Team. Ta suradnja je donijela investicije u rad i infrastrukturu kluba, što je dovelo do najvećeg klupskog uspjeha: Ulazak u Prvu ligu Republike Srpske.

## Nastupi u Kupu BiH
2021./22.
- šesnaestina finala: HNK Sloga Uskoplje (III) – FK Željezničar Sport Team  1:0

## Vanjske poveznice
- Internet stranica kluba
- Profil kluba na transfermarkt.de
- Službena stranica FSRS
- Službena stranica NFSBIH